# Peperomia elata
Peperomia elata là một loài thực vật có hoa trong họ Hồ tiêu. Loài này được C. DC. ex L.J. Schroeder miêu tả khoa học đầu tiên năm 1923.